# Мусин, Леонид Александрович
Леони́д Алекса́ндрович Му́син (укр. Леонід Олександрович Мусін; род. 19 апреля 1985, Москва) — украинский футболист, вратарь.

## Биография

### Клубная карьера
Выпускник футбольной школы московского «Спартака». Селекционеры киевского «Динамо» увидели его игру, и в 2000 году Мусин согласился переехать в Киев, где был принят в футбольную академию «Динамо» (1985 года рождения) во главе с Павлом Яковенко.
Первый матч в рамках чемпионата Украины состоялся 24 марта 2002 в составе бориспольского клуба «Борисфен-2», в котором играл на правах аренды. С лета 2002 года играл во второй и третьей командах киевского «Динамо». Осенью 2007 года защищал цвета «Полтавы».
В начале 2008 года был футболистом «Динамо» Минск, за которое провёл одну игру в чемпионате Белоруссии, однако вскоре вернулся на Украину, где играл в клубе Первой лиги «Александрия». В начале 2009 года побывал на просмотре в криворожском «Кривбассе», но в команду не перешёл.
Зимой 2010 года пробовал свои силы в казанском «Рубине», однако клубу не подошёл. 28 августа 2010 на правах свободного агента подписал контракт с клубом «Анжи» из Махачкалы, в команде был третьим вратарём после Ильи Абаева и Нукри Ревишвили.
16 марта 2011 года подписал контракт с екатеринбургским «Уралом» на полтора года. В июле 2012 года перешёл в «Тюмень». В команде взял 37 номер.

### Карьера в сборной
В 2002 году дебютировал в составе юношеской сборной Украины. На молодёжном чемпионате мира 2005 года в Нидерландах был в заявке команды.